# Vaktstentrast
Vaktstentrast (Monticola explorator) är en fågel i familjen flugsnappare inom ordningen tättingar. Den förekommer i sydligaste Afrika. 

## Utseende
Vaktstentrasten är en medelstor utdragen stentrast med långa ben och upprätt hållning. Hanen har enfärgat blågrått på huvudet och ner på bröstet, medan ryggen är grå. Resten av undersidan är den rödorange, liksom på sidorna av den i övrigt mörka stjärten. Honan skiljs från andra stentrastar i området på formen, ljusbeige på strupe och bröst samt urvattnad undersida som saknar beigefärgade toner. Hane vitpannad stentrast är mer kompakt. Dess huvud är också tvåfärgat i blågrått och pärlvitt som stannar strax under strupen. Hane kapstentrast är mycket större och har brun rygg.

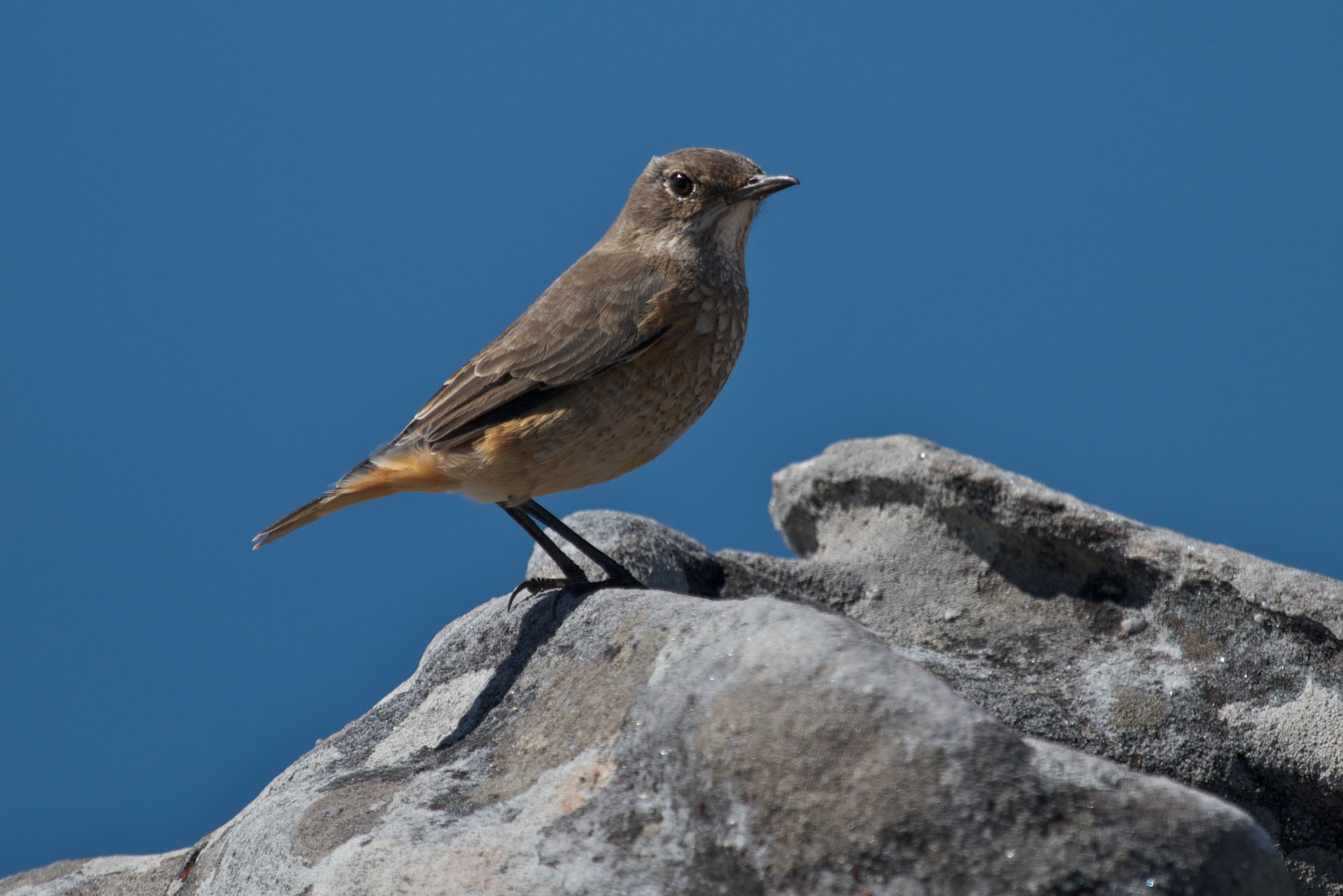
Hona fotograferad i Kapstaden.

## Utbredning och systematik
Vaktstentrasten är begränsad till sydligaste Afrika. Den delas vanligen in i två underarter med följande utbredning:
- Monticola explorator explorator – förekommer i lågland från KwaZulu-Natal till Transvaal och Västra Kapprovinsen
- Monticola explorator tenebriformis – förekommer i Swaziland (Lebombobergen) och övervintrar norrut till södra Moçambique

### Familjetillhörighet
Stentrastarna ansågs fram tills nyligen liksom bland andra stenskvättor, rödstjärtar och buskskvättor vara små trastar. DNA-studier visar dock att de är marklevande flugsnappare (Muscicapidae) och förs därför numera till den familjen.

## Levnadssätt
Vaktstentrasten hittas i höglänta gräsmarker och på hedar. Där föredrar den klippiga områden, men är inte begränsad till den. Fågeln kan ses sitta på byggnader, klippblock och staket, iakttagande insekter som den kvickt hoppar ner för att jaga ikapp.

## Status och hot
Arten har ett stort utbredningsområde, men tros minska i antal, dock inte tillräckligt kraftigt för att den ska betraktas som hotad. Internationella naturvårdsunionen IUCN listar arten som nära hotad (LC).